# Fructosurie
Als Fructosurie oder Fruktosurie bezeichnet man die vermehrte Ausscheidung von Fruchtzucker (Fructose) über den Harn durch die Niere. Ursächlich ist eine Anhäufung von Fructose im Blut, die Fructosämie, weil nicht genügend Fructose im Körper abgebaut wird.

## Arten der Pathogenese (Entstehung)
Es wird zwischen zwei verschiedenen Typen der Fructosurie unterschieden:
Die essentielle Fructosurie lässt sich auf einen Gendefekt zurückführen. Durch diesen kommt es zu einem Aktivitätsverlust des Enzyms Fructokinase in der Leber und dadurch zu einer Fructosämie, also einer Anhäufung von Fructose im Blut. Diese wird in Folge der Blutfilterung in den Nieren normal über den Urin ausgeschieden. Die Stoffwechselstörung ist unbedenklich und erfordert keine Behandlung.
Die hereditäre Fructoseintoleranz stellt dagegen eine schwerwiegende Störung des Fructosestoffwechsels dar. Betroffene weisen einen Mangel oder einen Aktivitätsverlust des Enzyms Fructose-1-Phosphat-Adolase B auf. Die Fructose kann durch diese Störung nicht oder unzureichend abgebaut werden. Dies führt eine Fructosämie herbei. Zudem ist die Harnsäureproduktion erhöht (Hyperurikämie) und die Bildung von Glucose gestört – eine Azidose (Übersäuerung) und Hypoglykämie (Unterzuckerung) sind die Folgen. Verzichten Betroffene nicht auf Fructose in ihrer Ernährung, werden insbesondere die Nieren und die Leber schwer geschädigt. Wenn keine strenge Diät eingehalten wird, nehmen die Organschädigungen weiter zu, bis es schließlich zu Leberfunktionsstörungen – Gelbsucht (Ikterus), Ödeme, Gerinnungsstörungen – und infolge einer Nierenschädigung zu einer vermehrten Proteinurie (erhöhte Ausscheidung von Eiweiß mit dem Urin) kommt. Die Behandlung der hereditären Fructoseintoleranz ist eine fructose-, saccharose- und sorbitfreie Ernährung (Verzicht auf Fruchtzucker, Rohrzucker und Sorbit).